# Kfaria
La ville de Kfaria (كفرية en arabe) est située au nord-ouest de la Syrie actuelle, plus précisément au nord-est de Lattaquié et au nord-ouest du Al-Haffah. Construite dans la chaîne des montagnes côtières de la Syrie, sur trois collines et dans les vallées intermédiaires, la ville compte 1 300 habitants.
Elle est surtout connue pour la place importante qu'elle est située sur l'autoroute entre les deux villes Lattaquié et Allep.
Les habitants sont largement impliqués dans l'agriculture tell que les tabacs et les blés. La ville produit de nombreux types de fruits tels que les oliviers, figuiers, grenadiers, pommiers et les poiriers.   